# 先锋队理论
先锋队理论是一种马克思列宁主义政治理论和策略，由俄罗斯革命家弗拉基米尔·列宁首先在1902年的作品《怎么办？》中提出。

## 内容
先锋主义涉及一种战略，通过这种策略，工人阶级中最有阶级意识和政治上先进的部分，被称为革命先锋，组织起来，以吸引更多的工人阶级走向革命政治，是无产阶级反对资产阶级的政治力量的体现。从理论上讲，先锋队的目标并不是成为试图将自己置于运动中心，并引导只朝着与其意识形态一致方向发展的，脱离工人阶级的独立团体。相反，它旨在成为工人阶级的有机组成部分，带来阶级意识，然后是革命意识。所组建的共产党应严格保密，组织严密，纪律严明，负责教育并引导群众。
列宁认为这一做法是必须的，原因是群众因思想觉悟问题，容易受到虚假意识的影响，无法认清自己的真实利益所在，因此必须要有条件的无产阶级民主，即苏维埃民主。民主也需在党内实行，且应受民主集中制的制约，即允许在决定某一问题时就党的路线展开充分而活跃的辩论，随后党的中央领导层会结束辩论，经党员表决，执行党的路线。为了指导群众革命以及建立社会主义工人国家，必须有严格的纪律。即革命的无产阶级专政必须是无产阶级先锋党实行的专政。